# Partito Deák
Il Partito Deák (in ungherese: Deák Párt - PD) fu un partito politico ungherese di orientamento liberale fondato nel 1865 da Ferenc Deák.

## Storia
Il Partito Deák venne fondato nel 1865 come successore del Felirati Párt. Vinse le elezioni del 1865 in Ungheria ed ottenne pure una larga maggioranza alle elezioni del 1869 che seguirono il compromesso austro-ungarico del 1867. Ottenne nuovamente la maggioranza alle elezioni del 1872, ma quando il suo leader e fondatore Ferenc Deák decise di ritirarsi dalla vita pubblica nel 1873, il partito iniziò ad entrare in declino.
Nel febbraio del 1875 si unì al Partito Liberale. Tra i suoi esponenti di maggior rilievo si ricorda Albert Apponyi, all'inizio della sua carriera politica.